# Rettbergsaue
Rettbergsaue (en alemán: Rettbergsaue, lit. vega de Rettberg) es una isla natural en el río Rin en Wiesbaden, Alemania. Está situada entre el canal principal del Rin en el norte y un canal más pequeño, el Wachsbleicharm, en el sur. El Wachsbleicharm forma la frontera entre los estados federados de Hesse (del cual Wiesbaden es la capital) y Renania-Palatinado (cuya capital es Maguncia).
La isla tiene unos 3100 metros de largo y hasta 400 m de ancho. Cubre aproximadamente 68 hectáreas (170 acres), siendo una de las mayores islas del Rin. La isla está en su mayor parte cubierta de árboles y tiene una rica fauna de aves y flora diversa. Aproximadamente el 90% de la isla está protegido y el resto se usa para fines agrícolas y recreativos.